# John Funches
John Funches född Johnny Funches 18 juli 1935 i Harvey Illinois USA död 23 januari 1998 i Illinois, amerikansk kompositör och sångtextförfattare.
Han var sångare i The Dells.